# والتر شورت
والتر شورت (بالإنجليزية: Walter Short)‏ هو جندي أمريكي، ولد في 30 مارس 1880 في ألتون في الولايات المتحدة، وتوفي في 9 مارس 1949 في دالاس في الولايات المتحدة.